# Grand China Air
Grand China Air (GCA) es una aerolínea china con base en el Aeropuerto Internacional de Haikou Meilan.
Grand China Air está gestionada por su matriz Grand China Airlines Holding Company (GCAHC) que es posesión del gobierno de la provincia de Hainan (48.6%), George Soros (18.6%), y el grupo HNA (32.8%).

## Historia
La aerolínea fue fundad el 29 de noviembre de 2007 por iniciativa de la mayor entidad operacional del grupo HNA, Hainan Airlines, para fusionar las operaciones de las filiales de HNA Group, Shanxi Airlines, Chang'an Airlines y China Xinhua Airlines. Tiene su sede en Pekín y está registrada en la provincia de Hainan. Comenzó con tres Boeing 737-800, pero cuando la fusión esté completada, la flota de la aerolínea sobrepasará los 250 aparatos y se convertirá en la cuarta mayor aerolínea de la República Popular de China.
Shanxi Airlines es la única aerolínea en la actualidad, fusionada en Hainan Airlines.

## Filiales

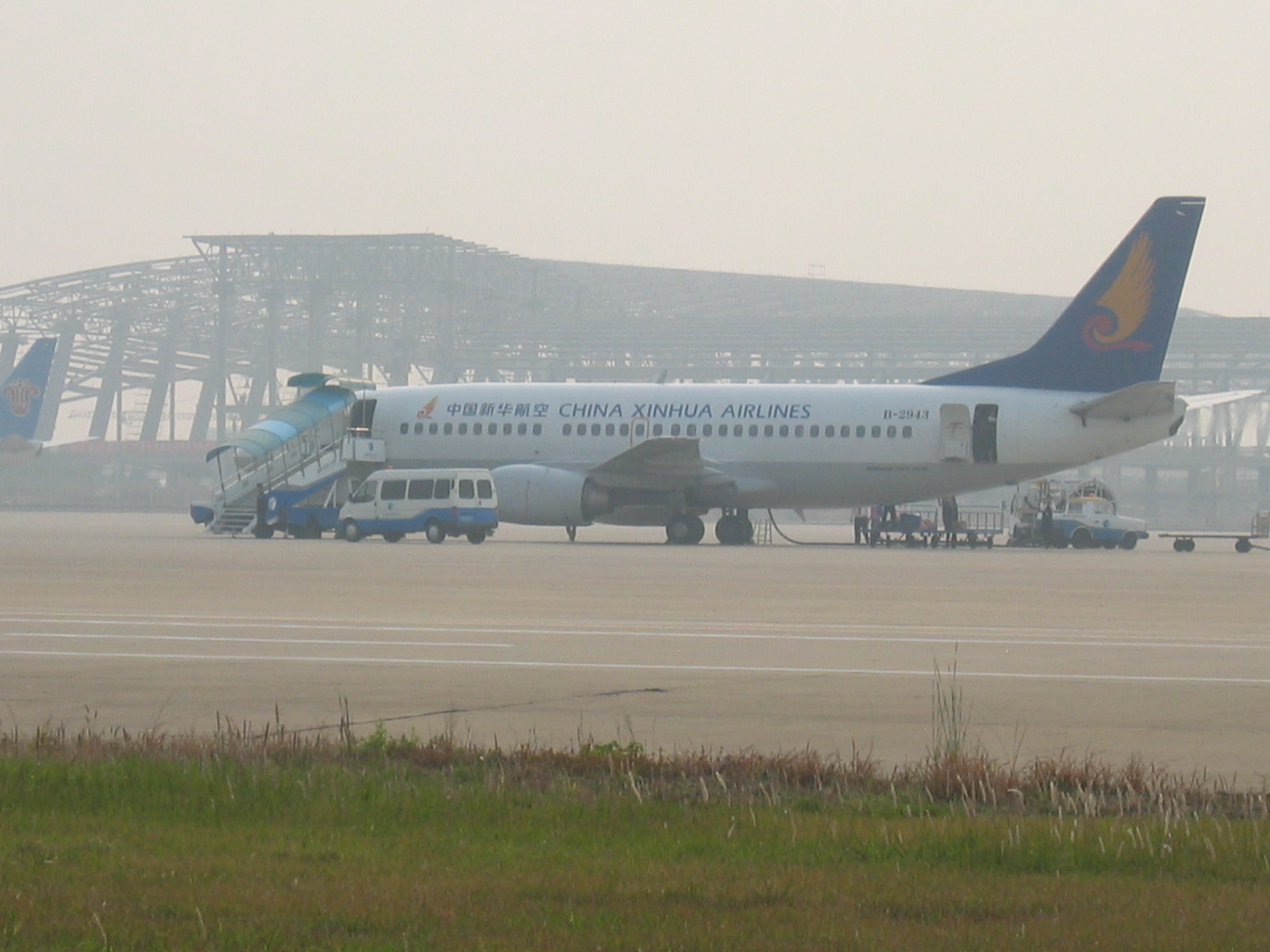
Un Boeing 737-300 de China Xinhua Airlines en el Aeropuerto de Wuhan Tianhe, China. (2006)

Grand China Air posee las siguientes filiales (en abril de 2010):

### Filiales previas
- Grand China Express Air (renombrada como Tianjin Airlines el 10 de junio de 2009)
- Shanxi Airlines (fusionada en Hainan Airlines en 2009)

## Destinos
Grand China Air operará los mismos destinos que Hainan Airlines.

## Flota

### Flota Actual

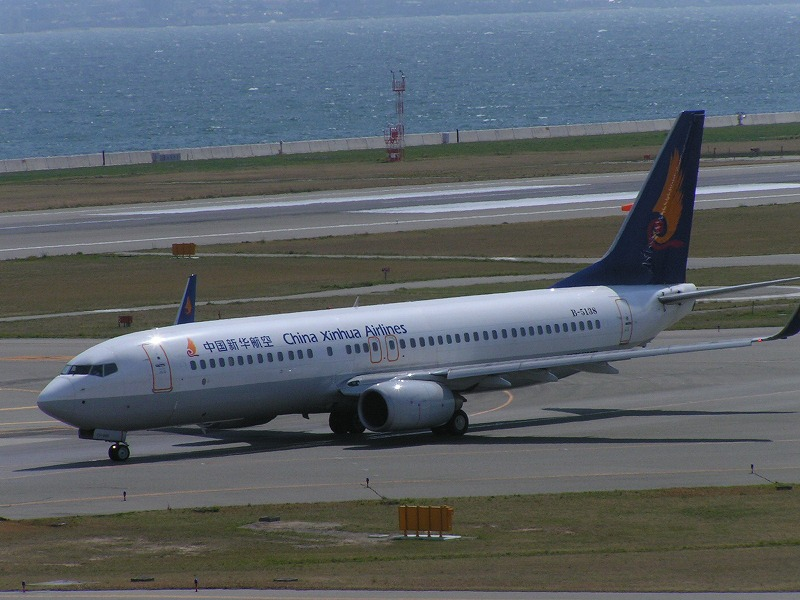
Un Boeing 737-800 de China Xinhua Airlines rodando por el Aeropuerto Internacional de Kansai, Japón. (2007)

La flota de Grand China Air se compone de las siguientes aeronaves, con una edad media de 12.7 años (noviembre de 2022):
| Boeing 737-800 | 3 | 25 |  |  |  |  |
| Total          | 3 | 25 |  |  |  |  |